# 劳伦斯·杰克逊
劳伦斯·杰克逊（英語：Laurence Jackson，1900年9月16日—1984年7月27日），英国男子冰壶运动员。他曾代表英国获得1924年冬季奥运会冰壶比赛男子团体金牌。他的父亲威廉同样也是冰壶选手。